# Robert Bubnowicz
Robert Bubnowicz (ur. 25 czerwca 1971 w Wałbrzychu) – polski piłkarz grający na pozycji obrońcy.

## Kariera
Karierę piłkarską Bubnowicz rozpoczął w klubie Górnik Wałbrzych. Zadebiutował w nim w 1990 roku i grał w nim do końca 1991 roku. Na początku 1992 roku przeszedł do Zagłębia Wałbrzych, który następnie grał pod nazwą KP Wałbrzych.
Latem 1994 roku Bubnowicz został zawodnikiem pierwszoligowego Zagłębia Lubin. W ekstraklasie zadebiutował 30 lipca 1994 w zremisowanym 2:2 wyjazdowym meczu ze Stomilem Olsztyn. Wiosną 1995 został na pół roku wypożyczony do Miedzi Legnica. Latem 1995 wrócił do Zagłębia i występował w nim do końca sezonu 2001/2002.
W 2002 roku Bubnowicz przeszedł z Zagłębia do Arki Gdynia. Przez półtora roku grał w niej w drugiej lidze. Następnie w 2004 roku wrócił do Wałbrzycha i grał tam w klubie Górnik/Zagłębie Wałbrzych, a jesienią 2007 w Górniku Wałbrzych, w którym zakończył swoją karierę.
Ogółem w polskiej ekstraklasie Bubnowicz rozegrał 119 meczów i strzelił 2 gole.